# Amy Grant (álbum)
Amy Grant é o álbum de estreia da cantora estadunidense Amy Grant, lançado em 1977.

## Faixas
1. "Beautiful Music" (Lanier Ferguson) — 3:11
2. "Mountain Top" (Brown Bannister) — 3:41
3. "Psalm 104" (NASB, Willis Farris) — 3:29
4. "Old Man's Rubble" (Bannister) — 3:00
5. "Brand New Start" (Amy Grant) — 2:55
6. "Grape, Grape Joy" (Grant) — 1:13
7. "Walking in the Light" (Grant) — 1:37
8. "What a Difference You've Made" (Archie Jordan) — 3:28
9. "Father" (Grant) — 3:56
10. "I Know Better Now" (Grant) — 2:51
11. "The Lord Has a Will" (Mike Hudson, Barbara Hudson) — 2:40
12. "On and On" (Grant, Bannister) — 3:22
13. "He Gave Me a New Song" (Grant) — 1:24